# Daya Vieja
Daya Vieja è un comune spagnolo situato nella comunità autonoma Valenciana.